# فوج الشرطة - الوسط
فوج الشرطة المركزي (Polizei-Regiment Mitte) عبارة عن تشكيل للشرطة النظامية خلال العصر النازي. أثناء عملية بارباروسا كانت تابعة لشوتزشتافل وتم نشرها في المناطق التي تحتلها ألمانيا، وتحديداً المنطقة الخلفية لمجموعة الجيوش في الاتحاد السوفيتي. في منتصف عام 1942، أعيد تكليف كتائبها الثلاث المكونة للوحدة وتمت إعادة تسمية الوحدة باعتبارها فوج الشرطة الثالث عشر.
إلى جانب أينزاتسغروبن وكتيبة الفرسان، ارتكبت جرائم قتل جماعية وكانت مسؤولة عن ارتكاب جرائم واسعة النطاق ضد الإنسانية استهدفت السكان المدنيين في سياق الحرب الأمنية النازية. كان نطاق عمليات الفوج معروفًا للمخابرات البريطانية منذ يوليو 1941، ولكن لأسباب تتعلق بالأمن القومي، لم يتم نشر المعلومات المتعلقة بأنشطتهم حتى عام 1993.

## الخلفية والتكوين
كانت شرطة النظام الألمانية أداة رئيسية لجهاز الأمن في ألمانيا النازية. في فترة ما قبل الحرب، تعاون هينريش هيملر، رئيس قوات الأمن الخاصة وكورت دالوج، قائد شرطة النظام، في تحويل قوة الشرطة في جمهورية فايمار إلى تشكيلات عسكرية جاهزة لخدمة أهداف النظام المتمثلة في الغزو والإبادة العنصرية. شاركت وحدات الشرطة في ضم النمسا واحتلال تشيكوسلوفاكيا. تشكلت قوات الشرطة أولاً في تشكيلات بحجم كتيبة لغزو بولندا، حيث تم نشرها لأغراض أمنية وشرطية، كما شاركت في عمليات الإعدام والترحيل الجماعي. 
كان من المقرر أن تشارك 23 كتيبة من أوربو في غزو الاتحاد السوفيتي عام 1941 في عملية بارباروسا. تم ربط تسعة فرق أمنية من الفيرماخت، ثلاثة لكل منطقة من مناطق مجموعة الجيوش. تم تعيين كتيبتين لدعم أينزاتسغروبن وفرق الموت المتنقلة، ومنظمة تود وهي مجموعة البناء العسكرية. تم تشكيل اثني عشر في أفواج، ثلاث كتائب لكل منها، وتم تعيينهم كفوج الشرطة المركزي الشمالي والجنوبي وفوج الشرطة الحادي عشر الخاص. 
وحدات الشرطة المخصصة لقوات الأمن الفيرماخت وأينزاتسغروبنالألية، في حين أن الوحدات التي تشكلت في أفواج لم تكن كذلك. كانت أهداف كتائب شرطة النظام هي تأمين المنطقة الخلفية من خلال القضاء على فلول قوات العدو، وحراسة أسرى الحرب، وحماية خطوط الاتصالات والمرافق الصناعية التي تم الاستيلاء عليها. كما تضمنت تعليماتهم، كما ذكر دالوج، «مكافحة العناصر الإجرامية، وقبل كل شيء العناصر السياسية». 
تم تشكيل فوج الشرطة المركزي في يونيو 1941 من خلال الجمع بين كتائب الشرطة 307 و316 و322، تضم كل منها حوالي 550 رجلاً. نشأت هذه الكتائب من مجندين تم تعبئتهم من الفئة العمرية 1905-1915. وكان يقودهم مهنيون في الشرطة، غارقون في أيديولوجية النازية، مدفوعين بمعاداة السامية ومعاداة البلشفية.  وضعت الوحدة تحت قيادة Max Montua [max montua] . عندما عبرت الحدود الألمانية السوفيتية، أصبح الفوج تحت سيطرة إريك فون ديم باك-زيليفسكي، القائد الأعلى للشرطة (HSS-PF) لمجموعة الجيوش الوسطى. 

## التاريخ التشغيلي

### عمليات القتل المبكر
قام هيملر بزيارة شخصية إلى مقر الوحدة في بيلوستوك في 8 يوليو حيث التقى مع ماكس فون شينكيندورف، قائد مجموعة جيوش المنطقة الخلفية المركزية، دالويج، مونتوا، باخ زالوفسكي، وضباط الفوج. وأعرب عن قلقه من قلة عدد اليهود الذين تم اعتقالهم ودعا الضباط إلى زيادة جهودهم. كان من المحتمل أن يكون هيملر قد أمر بعمليات القتل المتزايدة بعد العديد من المذابح التي تلت تلك الزيارة مباشرة. 
في نفس الليلة، شاركت سرية من كتيبة الشرطة 322 في إطلاق النار على حوالي 1000 يهودي تحت إشراف أينزاتسغروبن بي.  في اليوم التالي، في 9 يوليو، شاركت كتيبة الشرطة 307 في المذبحة التي وقعت ما بين 4-6000 رجل يهودي وروسي وبيلاروسي بالقرب من بريست ليتوفسك (الآن بريست، روسيا البيضاء).  استمرت عملية القتل، بمساعدة أفراد من فرقة المشاة الـ 162 في فيرماخت، لعدة أيام.  في 10 يوليو، خاطب دالوج أعضاء من الفوج في تشكيل موكب، وتمجدهم «لإبادة» البلشفية باعتبارها «نعمة لألمانيا».  في 11 يوليو، أصدر مونتوا أمرًا سريًا من باتش زالوفسكي إلى قادة الكتيبة مفاده أن اليهود، الذين «أدينوا بالنهب»، أطلق عليهم النار؛ تم تنفيذ الإعدام في نفس اليوم.  في هذا الوقت تقريبًا، قامت كتيبتا الشرطة 316 و 322 بجمع حوالي 3000 رجل يهودي من بيلوستوك وأطلقوا النار عليهم في غابة قريبة. 

### تصاعد العنف

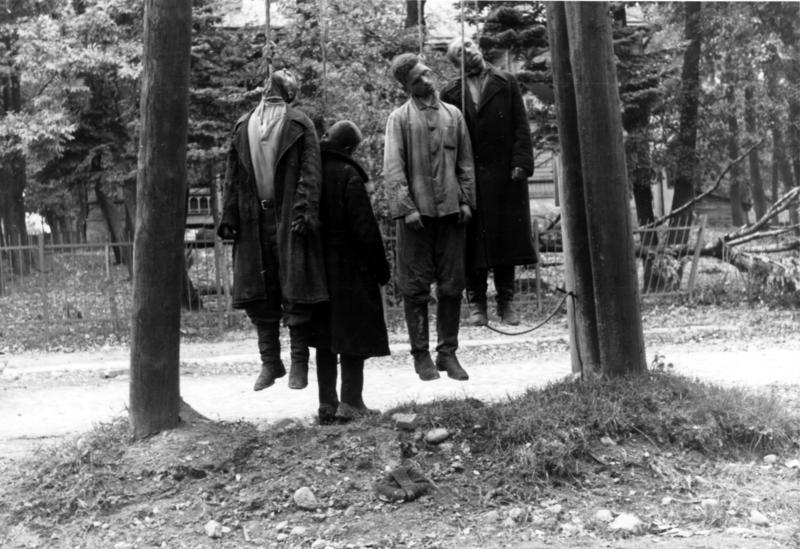
ضحايا شنقوا على يد قوات الشرطة في الاتحاد السوفيتي، أغسطس / سبتمبر 1941

في سبتمبر 1941، شارك الفوج في مؤتمر موغيليف، الذي نظمه الجنرال ماكس فون شينكيندورف، قائد المنطقة الخلفية لمجموعة الجيوش الوسطى. 

## Bibliography
- Arico، Massimo (2010). Ordnungspolizei: Encyclopedia of the German Police Battalions. Stockholm: Leandoer and Ekholm. ISBN:978-91-85657-99-5.
- Beorn، Waitman Wade (2014). Marching into Darkness: The Wehrmacht and the Holocaust in Belarus. Cambridge: دار نشر جامعة هارفارد. ISBN:978-0674725508.
- Blood، Phillip W. (2006). Hitler's Bandit Hunters: The SS and the Nazi Occupation of Europe. Potomac Books. ISBN:978-1-59797-021-1.
- Breitman، Richard (1998). Official Secrets: What the Nazis Planned, What the British and Americans Knew. New York:, 1998. New York: Hill and Wang/Farrar Straus & Giroux. مؤرشف من الأصل في 2020-02-19.
- Curilla، Wolfgang (2010). Der Judenmord in Polen und die deutsche Ordnungspolizei 1939-1945. Paderborn: Schöningh Paderborn. ISBN:978-3-50677043-1.
- Megargee، Geoffrey P.، المحرر (2009). Encyclopedia of Camps and Ghettos, 1933–1945. Bloomington: Indiana University Press. ج. Volume II. ISBN:0-253-35328-9. {{استشهاد بكتاب}}: |المجلد= يحوي نصًّا زائدًا (مساعدة)
- Nix، Phil؛ Jerome، Georges (2006). The Uniformed Police Forces of the Third Reich 1933–1945 (ط. 2nd). Stockholm: Leandoer & Ekholm. ISBN:91-975894-3-8. {{استشهاد بكتاب}}: الوسيط غير المعروف |lastauthoramp= تم تجاهله يقترح استخدام |name-list-style= (مساعدة)
- Persico، Joseph E. (2002). Roosevelt's Secret War: FDR and World War II Espionage. راندوم هاوس. ISBN:0-3757-6126-8.
- Showalter، Dennis (2005). "Foreword". Hitler's Police Battalions: Enforcing Racial War in the East. Kansas City: University Press of Kansas. ISBN:978-0-7006-1724-1.
- Smith، Michael (2004). "Bletchley Park and the Holocaust". في Scott، L. V.؛ Jackson، P. D. (المحررون). Understanding Intelligence in the Twenty-First Century: Journeys in Shadows. ISBN:0714655333.
- Tessin، Georg؛ Kannapin، Norbert (2000). Waffen-SS und Ordnungspolizei im Kriegseinsatz 1939 - 1945: ein Überblick anhand der Feldpostübersicht. Osnabrück: Biblio-Verlag. ISBN:3-7648-2471-9. {{استشهاد بكتاب}}: الوسيط غير المعروف |lastauthoramp= تم تجاهله يقترح استخدام |name-list-style= (مساعدة)
- "Selected Records from the Military Historical Institute Archives, Prague, 1941-1944" (PDF). متحف ذكرى الهولوكوست بالولايات المتحدة. 2008. مؤرشف من الأصل (PDF) في 2017-03-18. اطلع عليه بتاريخ 2018-01-20.
- Westermann، Edward B. (2005). Hitler's Police Battalions: Enforcing Racial War in the East. Kansas City: University Press of Kansas. ISBN:978-0-7006-1724-1.

## Further reading
- Wette، Wolfram (2007). الفيرماخت: التاريخ والأسطورة والواقع. Cambridge, Mass.: دار نشر جامعة هارفارد. ISBN:9780674025776.